# Chorwacki Kościół Prawosławny

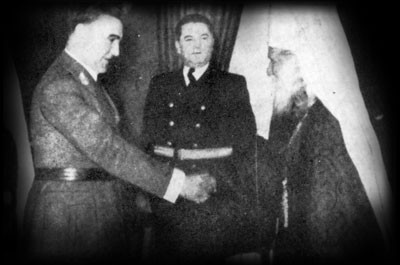
Spotkanie zwierzchnika Chorwackiego Kościoła Prawosławnego metropolity Hermogena z poglavnikiem Niepodległego Państwa Chorwackiego Ante Paveliciem i ministrem spraw wewnętrznych Andriją Artukoviciem

Chorwacki Kościół Prawosławny (oryg. chorw. Hrvatska Pravoslavna Crkva) – niekanoniczny Kościół prawosławny, założony w 1942 w Niepodległym Państwie Chorwackim. Działał do jego upadku w 1945. W marcu 2010 ogłoszona została jego reaktywacja. Kościół Chorwacki nie jest uznawany przez inne Kościoły autokefaliczne za powstały w sposób zgodny z prawem kanonicznym.

## W Niepodległym Państwie Chorwackim
Proklamowane w 1941 Niepodległe Państwo Chorwackie prowadziło politykę represji wobec zamieszkującej je ludności serbskiej wyznania prawosławnego. W deportacjach do Serbii Nedicia 260 tys. Serbów zostało wywiezionych z marionetkowego państwa chorwackiego. Serbowie stanowili znaczną część ofiar ustaszowskich obozów zagłady (Jasenovac, Kruščica, Lepoglava). Ponadto od 1941 wymuszane były na nich konwersje na katolicyzm, które zdaniem Wiesława Walkiewicza objęły 100 tys. osób. Pewna zmiana tej polityki nastąpiła w lutym 1942, gdy z inicjatywy władz rozpoczęto tworzenie narodowego chorwackiego Kościoła prawosławnego, alternatywnego wobec kanonicznie działającej na terytorium Chorwacji Cerkwi Serbskiej. Na jego czele zgodził się stanąć duchowny Rosyjskiego Kościoła Prawosławnego poza granicami Rosji, emerytowany arcybiskup Hermogen (Maksimow). Przyjął on godność metropolity nadaną mu przez patriarchę rumuńskiego Nikodema. Przyjęcie przez Hermogena urzędu metropolity Zagrzebia w sytuacji, gdy kanoniczny zwierzchnik metropolii zagrzebskiej Serbskiego Kościoła Prawosławnego metropolita Dosyteusz znajdował się w więzieniu ustaszy sprawiło, że zwierzchnik Rosyjskiego Kościoła Prawosławnego poza granicami Rosji metropolita Anastazy oficjalnie potępił decyzję Hermogena, a gdy ten podjął działalność duszpasterską w Chorwacji – ogłosił pozbawienie go stanu duchownego. Jedynym Kościołem prawosławnym, który uznawał Cerkiew chorwacką za kanoniczną, był - z pobudek politycznych - Patriarchat Rumunii.
Kościół zachowywał pełną lojalność wobec rządu ustaszy w Niepodległym Państwie Chorwackim. Na jego nabożeństwach był on regularnie wymieniany w modlitwach.
Działalność związku wyznaniowego zakończyło zdobycie Zagrzebia przez komunistyczną partyzantkę jugosłowiańską, której oddziały po wkroczeniu do miasta w 1945 rozstrzelały metropolitę Hermogena i jego współpracowników.

### Próba reaktywacji Kościoła
W marcu 2010 grupa 400 osób ogłosiła w Zadarze reaktywację Chorwackiego Kościoła Prawosławnego. Zdaniem inicjatorów jego ponownego powstania, w tym duchownych, Kościół ma zrzeszać prawosławnych mieszkańców Chorwacji, którzy nie chcą identyfikować się z narodowością serbską. Powstanie związku wyznaniowego oprotestował Serbski Kościół Prawosławny, posiadający swoje kanoniczne administratury w Chorwacji. Chorwacki minister Bože Biškupić stwierdził, że Chorwacki Kościół Prawosławny nie został zarejestrowany przez odpowiednie organy, gdyż odpowiedzialna za relacje państwowo-wyznaniowe komisja ds. stosunków ze związkami wyznaniowymi nie popiera i nie będzie popierać ruchów ekstremistycznych, w tym odnowionego ruchu ustaszy. Biškupić podkreślił, że państwo chorwackie zawarło umowę z Serbskim Kościołem Prawosławnym i zachowuje z nim dobre relacje.